# Carles A. Foguet
Carles A. Foguet (Olesa de Montserrat, 25 d'abril de 1979) és un politòleg català, cofundador de la revista Jot Down. Ha desenvolupat la seva carrera professional com a consultor polític, assessorant organismes i institucions en comunicació i estratègia. És coimpulsor del magazín cultural Jot Down, del qual és el director de comunicació. És editor del blog col·lectiu d'anàlisi política Cercle Gerrymandering. Des de juny de 2016 és també cap de comunicació d'Esquerra Republicana.
El 2021 fou nomenat Director General de Comunicació del Govern de la Generalitat.